# Medvidina špilja
Medvidina špilja je špilja na otoku Biševu. Nalazi se na južnoj strani otoka, u uvali Trešjavac. Ulaz na površini mora je širok 14 metara i viši od 20 metara, te se postupno sužava i snižava, pa je pri samom dnu vrlo uska i niska. Duga je oko 160 metara i završava s malim žalom do kojeg se može doći samo manjim čamcem.
Špilja je značajna kao nekadašnje stanište jednog od najugroženijih sisavaca na svijetu – sredozemne medvjedice (Monachus monachus), vrlo rijetke vrste tuljana. Žalo na kraju špilje je zabilježeno kao mjesto za razmnožavanje sredozemne medvjedice.
Po ovom morskom sisavcu je špilja dobila ime. Špilja je zaštićena od 1967. godine.